# Giuseppe Fieschi
Giuseppe Fieschi, född den 13 december 1790 i Murato på Korsika, död den 19 februari 1836 i Paris, var en fransk militär och attentatsman.
Fieschi deltog i ryska fälttåget 1812 och i Murats expedition till Neapel 1815, varefter han där dömdes till döden, men som fransk undersåte blev han frigiven. Han synes för övrigt under fälttåget ha gjort spiontjänst åt österrikarna. År 1819 dömdes Fieschi på Korsika till tio års fängelse för stöld. Efter julirevolutionen 1830 begav han sig till Paris, fick anställning vid polisen, men avskedades på grund av oredlighet och råkade i yttersta nöd. Fieschi beslöt då att mörda kung Ludvig Filip och sköt på denne 28 juli 1835, när han red förbi till en trupprevy, från ett hus vid Boulevard du Temple med ett slags mitraljös, bestående av 24 sammanfogade gevärspipor. Kungen blev endast lätt sårad, men av hans svit blev 19 personer dödade, bland dem marskalk Mortier, och 23 svårt sårade. Fieschi blev genast gripen och jämte två medbrottslingar, Pierre Morey och Théodore Pépin, giljotinerad några månader senare.